# Люблінський легіон
Люблінський легіон (пол. Legion LubelskiLegion Lubelski), також відомий як II Польський легіон (пол. II Legion PolskiII Legion Polski) або 740-ва Люблінська дружина (пол. 740 Drużyna Lubelska740 Drużyna Lubelska) — польське піхотне військове формування, яке брало участь у Першій світовій війні в складі Російської імператорської армії. Легіон був створений за ініціативи Польського національного комітету, налічував кілька сотень добровольців.

## Передісторія
На початку Першої світової війни російська армія змушена була відступити й залишити частині Польщі, але на західному березі Вісли їм вдалося зупинити німецький наступ і відбити частину території. Деякі жителі Польщі, незважаючи на своє зазвичай презирливе ставлення до росіян, зробили ставку на Росію, сподіваючись вибороти таким чином право на власну державність. Сотні добровольців із Польщі вступали до російської армію.
Польські легіони, що билися в складі армії Австро-Угорщини, стали підставою для роздумів російського командування. 14 серпня 1914 року Верховний Головнокомандувач російської армії великий князь Микола Миколайович Молодший видав указ про об'єднання польських земель під владою царя і загальної мобілізації в Польщі. Водночас до влади звернувся житель міста Кельце Бонавентура Снарский з ініціативою про створення окремих польських загонів. Так було створено спеціальний підрозділ з 200 вояків, які пішли на фронт і всі разом полягли в боях.
31 жовтня 1914 року Вітольду Горчиньскому вдалося отримати дозвіл від командувача Південно-Західним фронтом на створення польського легіону. 9 листопада Горчиньский отримав офіційне право на формування «польських дружин» (за розмірами рівних батальйону). Спільно з представниками фронту було прийнято рішення про перейменування дружин у легіони. На думку Миколи Миколайовича, передбачалося набирати в легіони солдатів, які будуть вести партизанську війну, організовувати розвідку і проводити диверсії, а також вступати у відкриті бої з противником на флангах і в тилу. Ці війська не були регулярними.

## Історія легіону
У Пулавах почалося формування нового легіону, а після набору добровольців у Пулавский легіон частина добровольців була перенаправлена до Любліна, де і був створений другий, Люблінський легіон, що налічував 800 осіб. Однак після того, як було розкрито змову проти Миколи II, був виданий указ про заборону на подальше створення польських військ. У результаті цього на початку лютого 1915 року Люблінський легіон, формування якого не завершилося, був перейменований у 740-ву Люблінську дружину, а Пулавский — у 739-ту Новоолександрійську.
13 жовтня 1915 року Люблінський легіон був розформований. Частина легіону увійшла до складу Пулавського легіону, частина 740-ї дружини була переведені до 104-ї міліцейської бригади (під командуванням генерала Петра Шимановського). 15 жовтня 1915 року зусиллями польських офіцерів залишки легіону були переведені до Поліської стрілецької бригади.